# Karintia
Karintia (németül: Kärnten, szlovénül: Koroška, olaszul: Carinzia, régen magyarul: Korontályország) Ausztria legdélibb szövetségi tartománya, elsősorban hegyvidékéről és tavairól ismert. A történelmi Karintia tartomány egy része, mintegy egytizede ma Szlovéniában található Koroška régió néven. 9535,97 km2-es területével szomszédunk 5. legnagyobb tartománya, ezzel Ausztria teljes területének mintegy 11,36%-át adja. Illetve közel 561 ezer fős lakosságával a 6. legnépesebb tartomány, ezzel szomszédunk népességének 6,25%-ával rendelkezik, népsűrűsége bőven az országos átlag alatt van.
Nyugatról Tirol, északról Salzburg és Stájerország, keletről szintén Stájerország, délről pedig Szlovénia és Olaszország határolja. Székhelye "a Rózsa városának" is nevezett Klagenfurt am Wörthersee, amely a gyönyörű Wörthi-tó közelsége miatt népszerű üdülőhely. Valamint ismert gazdag kulturális eseményeiről, például a Ingeborg Bachmann-díj irodalmi fesztiválról, valamint a közeli Minimundus parkról. De nevezetesebb települései közé tartozik a termálvizeiről és a téli sportolási lehetőségekről is ismert Villach, a fontos gazdasági központ, amely mezőgazdaságával és iparával is jelentős Feldkirchen in Kärnten, a híres középkori műemlékeiről nevezetes Spittal an der Drau, illetve a síelésről és túrázásról ismert Hermagor.
Karintia (Kärnten) Ausztria legdélebbi tartománya, amely a Alpok déli vonulataiban helyezkedik el. A tartomány határos Szlovéniával és Olaszországgal, így fontos átkelőpont Európa déli régiói számára. Karintia területe hegyvidéki, ahol a Nockberge, a Karni-Alpok és a Karavankák emelkednek. A tartomány számos folyóval rendelkezik, legfontosabbja a Dráva, de itt találhatók Wörthi-tó, Millstatti-tó és Faaki-tó is, amelyek népszerű üdülőhelyek. A klíma mérsékelt alpesi, így télen havas, míg nyáron hűvös, ideális túrázáshoz és téli sportokhoz. Karintia gazdag természeti szépségekben, erdőkben, hegyekben és tavakban, amelyek a turistákat vonzzák.
Történelme gazdag és változatos. A terület már az őskorban is lakott volt, majd a rómaiak alatt a Noricum provinciához tartozott. A 9. században a Bajor Birodalom részeként a karintiai terület a Karintiai Hercegség központja lett. A középkor folyamán a tartomány többször is változó hatalmi viszonyok között állt, és gyakran harcoltak benne a germánok és a szlávok. A 13. századtól kezdve a Habsburgok irányítása alá került, és a tartomány egyre inkább a császári család egyik fontos területévé vált. Karintia a 19. század végén és a 20. század elején politikai és etnikai változásokon ment keresztül, különösen az első világháború után, amikor Ausztria részeként a határok módosultak.

## Nevének eredete
Karintia német neve (Karantanien) feltehetőleg kelta eredetű, ami a "carant" = barát, rokon szóból ered.
Ez a megnevezés valószínűleg egy illír népcsoportra vonatkozhatott valaha, ami a bronzkorban élt ezen a területen.

Régi, a használatból már kikopott magyaros elnevezése Korontályország.

## Földrajz

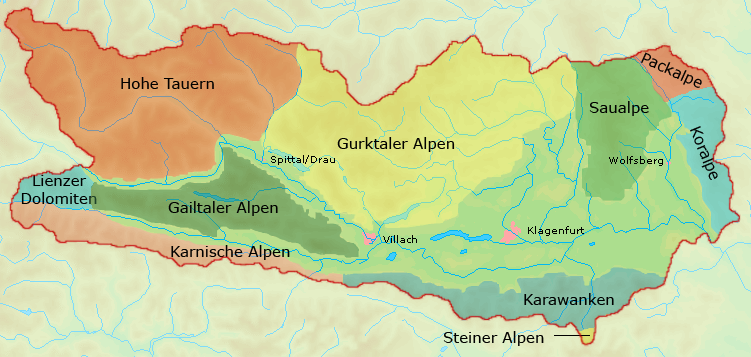
Karintia hegyvidékei (világoszölddel a medencék és nagyobb völgyek vannak jelölje)

Karintia nyugaton Kelet-Tirollal, északon és északkeleten Salzburggal és Stájerországgal, délen pedig Szlovéniával és Olaszország Friuli és Velence régióival határos. A tartomány határainak a teljes hossza mintegy 280 km-t tesz ki.

A Klagenfurti-medencében, amit északról az Központi-Alpok, délről pedig a Karavankák határolnak, fekszik a tartományi főváros, Klagenfurt. Klagenfurttól nyugatra található a Wörthi-tó, ami a többi karintiai tóval együtt a nyári turizmus legfontosabb célterülete.
Karintia hegyvidékén számos völgy található, amelyek közül a legnagyobbak a Möll, a Dráva, a Gail, a Rosen, a Juan és a Lavant völgye.
Legjelentősebb folyója a Dráva. Az egykori Draukraft vízerőművei Ausztria teljes áramszükségletének 12%-át adják.

### Klíma
Karintia Közép-Európa mérsékelt égövi klímazónájában található. A mediterrán klíma befolyását legtöbbször túlbecsülik. Jóllehet az Alpok fő hegyvonulata is egy választóvonal időjárási szempontból, de klíma szempontjából nem választóvonal. Déli irányban azonban jelentősen változik a klíma a domborzatnak és más helyi adottságoknak köszönhetően, ezért a klíma igen kis területen belül is igen eltérő lehet.
A Klagenfurti-medence és az azt határoló völgyek egy fontos jellemzője a hőmérséklet inverziója télen, ami azt jelenti, hogy az 1000 és 1400 méter közötti magasságban a hőmérséklet gyakran akár 15 °C-kal is magasabb, mint a völgyekben 1000 méter alatt.

A hőmérséklet ingadozása éves szinten a völgyekben 20-24 °C, míg a hegyekben mindössze 14-20 °C.
A közép-európai átlagnak megfelelően a csapadékminimum télen (februárban) van és a csapadékmaximum pedig nyáron. A déli részeken (Gailtal, Gailtali-Alpok, Karavankák) a dél-alpi hatás következtében egy második csapadékmaximum is van késő ősszel (októberben/novemberben) az adriai/genovai alacsony légnyomású területek miatt.

## Népesség
| Dátum         | Lakosok száma |
| ------------- | ------------- |
| 1990. 12. 31. | 367 324       |
| 1923. 03. 07. | 370 432       |
| 1939. 05. 17. | 460 946       |
| 1951. 06. 01. | 474 764       |
| 1961. 03. 21. | 495 226       |
| 1971. 05. 12. | 525 728       |
| 1981. 05. 12. | 536 179       |
| 1991. 05. 15. | 552 421       |
| 2001. 05. 15. | 559 404       |

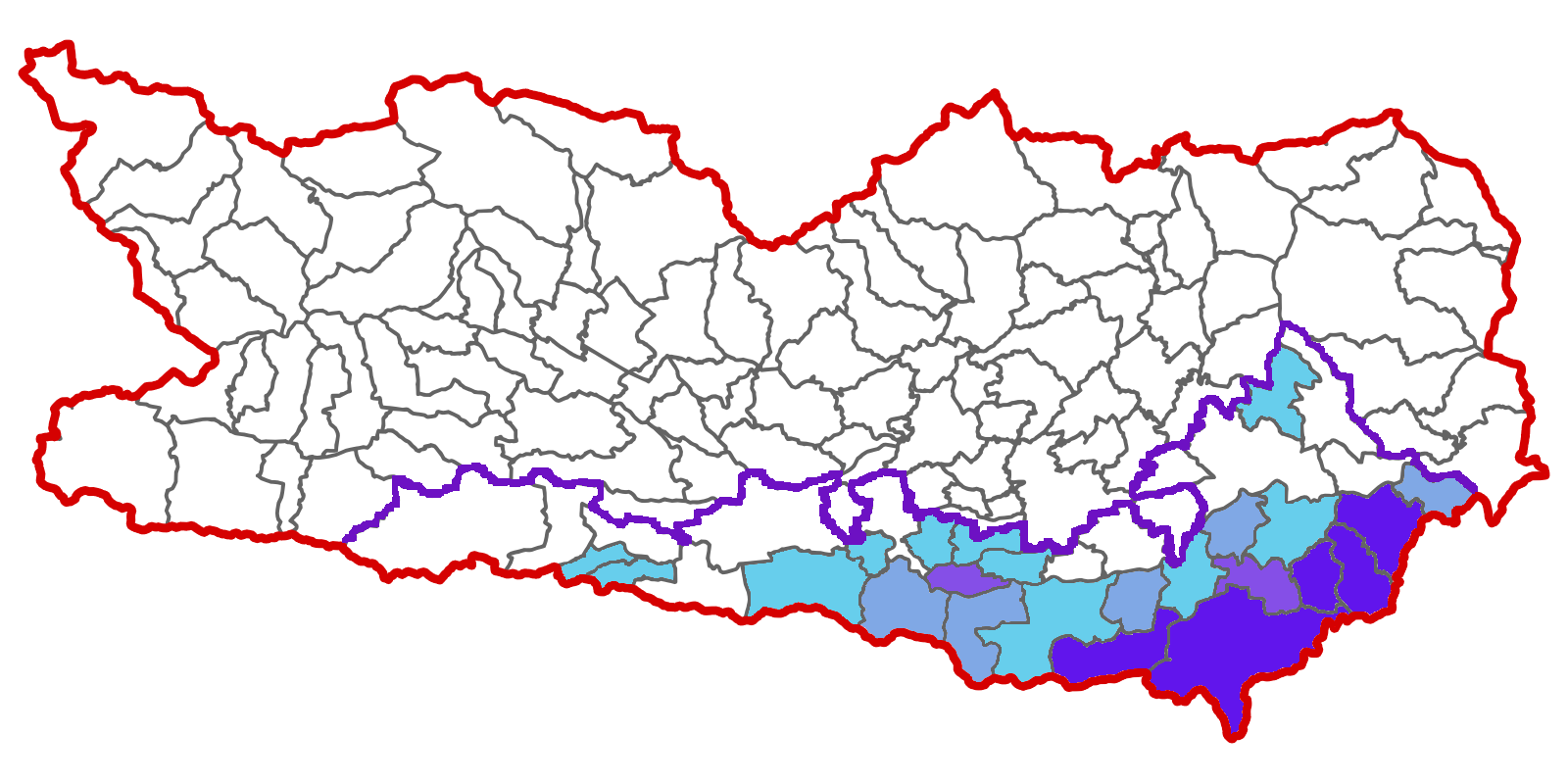
A szlovén kisebbség által lakott területek Karintiában (2001-es népszámlálás)

Karintiában a népesség nagy része a Klagenfurti-medence területén lakik, Villach és Klagenfurt között.

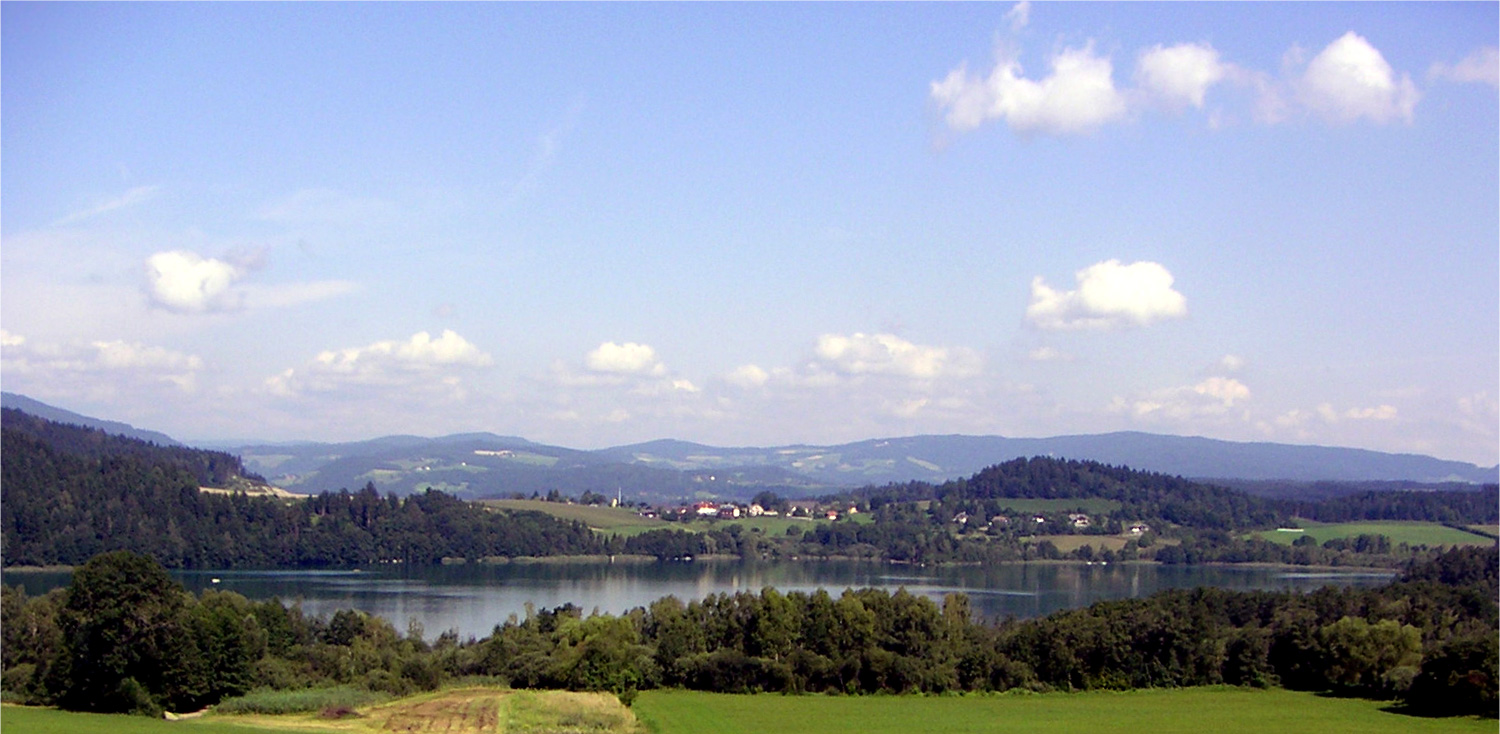
A Längsee környéke

Karintia lakosságának többsége német anyanyelvű. A tartomány déli részein azonban jelentős számú (a 2001-es népszámlálás szerint 14 010 fős) szlovén anyanyelvű kisebbség is él (mindenekelőtt Villach-Land, Klagenfurt-Land és Völkermarkt körzetekben). A kétnyelvű helységnévtáblákról folyó vita itt is igen nagy indulatokat váltott ki.

### Vallások
| Felekezet         | Karintia | Ausztria |
| ----------------- | -------- | -------- |
| Római katolikus   | 77,2%    | 73,7%    |
| Evangélikus       | 10,3%    | 4,7%     |
| Iszlám            | 2,0%     | 4,2%     |
| Ortodox           | 0,8%     | 2,2%     |
| Felekezet nélküli | 7,9%     | 12,0%    |

A népesség legnagyobb része a római katolikus egyházhoz tartozik, de az evangélikus valláshoz tartozók részaránya 10,3%-kal Burgenland után itt a második legnagyobb Ausztriában.
A katolikus Gurk egyházmegye (latin nevén Dioecesis Gurcensis) kiterjedésében gyakorlatilag megegyezik Karintia tartománnyal. A tartomány védőszentje Szent József (ünnepe március 19-e) és Gurki Szent Hemma (ünnepe június 27-e).

## Történelem
Karintia történetének kezdetei a kőkorig nyúlnak vissza. Az ókorban a mai Karintia tartomány területén Noricum névvel jött létre az első államalakulat, ami később római provincia lett Regnum Noricum néven. Miután a szlávok i. sz. 600 körül letelepedtek a területen, létrehozták saját államukat, Karantániát, ami azonban előbb bajor, majd frank befolyás alá került. 743-tól 907-ig a frank királyok és császárok uralkodtak a vidéken, majd Karintia újra a Bajor Hercegség része lett.
976-tól kezdve Karintia önálló hercegség lett egészen 1335-ig. Erre az időszakra esik számos kolostoralapítás, valamint a kastélyok és várak építése. 1335-ben IV. Lajos karintiai herceg átadta Karintiát a Habsburgoknak, akik egyesítették Ausztriával, Stájerországgal és Krajnával.
Ezt követően a 18. századig előbb a török elleni háborúkat és a parasztfelkeléseket kellett a tartománynak elviselnie, majd a reformáció és az ellenreformáció következményeit. Mária Terézia uralkodása alatt értek meg azok 18. századi reformok, amelyek korlátozták a különböző gazdasági csoportok hatalmát, és biztosították a parasztok számára a földjükhöz való jogot. Ezek a reformok azonban Karintia adminisztratív önállóságát is megszüntették. A tartomány fejlődését 1797-től kezdve a napóleoni háborúk akadályozták. 1809-ben megszervezték a Franciaországhoz tartozó Illír tartományokat. Ide csatolták Karintiát is. 1813-ban ismét Habsburg uralom alá kerültek az Illír Tartományok és átnevezték őket Illír Királyságra.
Az 1848-as forradalom után Karintia 1849-ben ismét önálló hercegség lett a Habsburg birodalmon belül. 1867-től 1918-ig az Osztrák–Magyar Monarchia része volt koronatartományként. Az első világháború elvesztését követően Karintia jelentős területeit Olaszországhoz csatolta a párizsi békekonferencia. A Szerb–Horvát–Szlovén Királyság is nagy területeket igényelt, még Klagenfurtot is. A Szerb–Horvát–Szlovén (SHS) Királyság által igényelt területet két övezetre osztották. Az „A” jelű övezet lakossága túlnyomórész délszláv volt, a „B” jelűé német. A „B” övezetben akkor tartottak volna népszavazást, ha az „A” övezet szavazói az SHS Királysághoz csatlakozás mellett döntöttek volna. 1919. június 6-án a jugoszláv csapatok bevonultak Klagenfurtba és a népszavazás végig ott is maradtak. A népszavazást 1920. október 10-én tartották az „A” övezetben. Az eredmény a következő volt: 22.025 (59%) Ausztria javára és 15.279 (41%) Szlovénia javára. Így Karintia Ausztria tartománya maradt.
Az 1920-as években kezdtek kiépülni a tömeges idegenforgalom intézményei. Az 1938-as Anschluss révén a tartomány (egész Ausztriával együtt) a náci Németország része lett. A második világháborúban érték légitámadások városait, de teljes területe német kézen volt még a fegyverletételkor is. 1955-ig Ausztria brit megszállási övezetéhez tartozott.

## Politikai élet

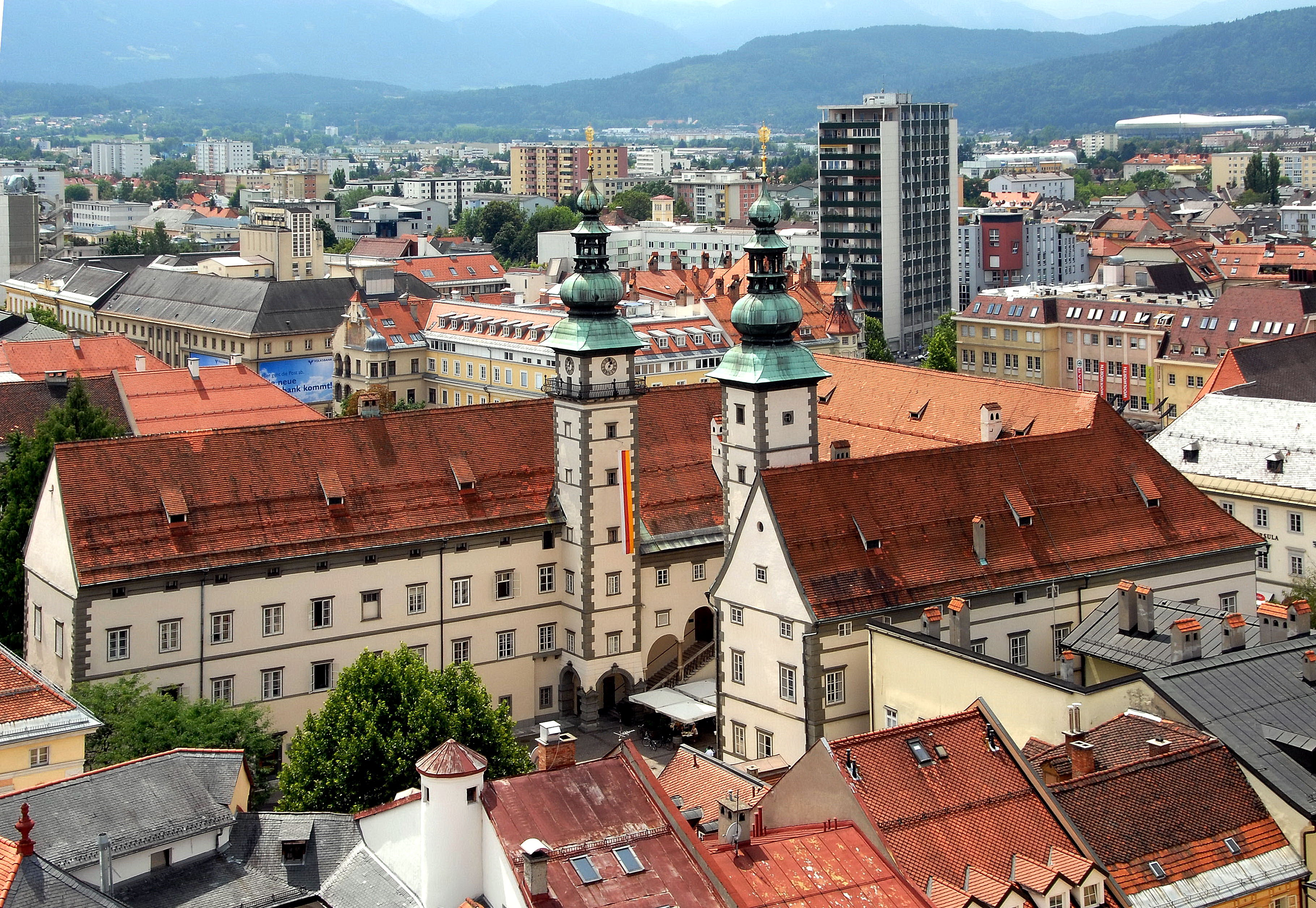
A tartományi parlament épülete Klagenfurtban

A karintiai tartományi gyűlés egy egykamarás parlamentből, a Kärntner Landtagból áll, amelynek 36 képviselője van, akiket 5 évre választanak meg. Az üléseket a 3 tartományi gyűlési elnök egyike vezeti, akiket a tartományi gyűlés választ meg. A parlament Klagenfurtban ülésezik.
A végrehajtó hatalom egy tartományi kormányból áll, azt pedig tartományi kormányzó vezeti.
A tartományi parlament minden frakciója képviselve van a tartományi kormányban (ha az adott frakció elér egy bizonyos nagyságot). A tartományi törvényhozás jelöli ki a kormányzati képviselőket, a kormányzó esetében a megválasztás módja többségi elven működik, a többi kormányzati képviselő esetében pedig listás választást alkalmaznak. A tartományi kormányzatnak 7 tagja van: a tartományi kormányzó, a kormányzó két helyettese és 4 tanácsos.
Jelenleg a következő személyek töltik be ezeket a posztokat:
- Tartományi kormányzó: Peter Kaiser (SPÖ)
- Tartományi kormányzóhelyettes: Beate Prettner (SPÖ)
- Tartományi kormányzóhelyettes: Gabriele Schaunig-Kandut (SPÖ)
- Tartományi tanácsos: Christian Benger (ÖVP)
- Tartományi tanácsos: Rolf Holub (Zöldek)
- Tartományi tanácsos: Christian Ragger (FPÖ)
- Tartományi tanácsos: Gerhard KöferJosef Martinz (TS)

Önkormányzati szinten a polgármestert közvetlenül választják.

## Közigazgatás
Karintia nyolc igazgatási körzetre, illetve két körzeti rangú városra van felosztva. A két igazgatási szempontból különálló városon, Klagenfurton és Villachon kívül még további 130 település található Karintiában.
| Körzet, ill. körzeti jogú város | Rendszám kezdőbetűi | Terület      | Lakosok száma (VZ 2001) | Települések száma összesen | ebből | ebből | ebből |
| Körzet, ill. körzeti jogú város | Rendszám kezdőbetűi | Terület      | Lakosok száma (VZ 2001) | Települések száma összesen | Város | Falu  |       |
| ------------------------------- | ------------------- | ------------ | ----------------------- | -------------------------- | ----- | ----- | ----- |
| Feldkircheni járás              | FE                  | 558,56 km²   | 30 273                  | 10                         | 1     | -     |       |
| Hermagori járás                 | HE                  | 808,02 km²   | 19 757                  | 7                          | 1     | 2     |       |
| Klagenfurt                      | K                   | 120,11 km²   | 90 141                  | 1                          | 1     | -     |       |
| Klagenfurtvidéki járás          | KL                  | 765,59 km²   | 56 391                  | 19                         | 1     | 5     |       |
| Sankt Veit an der Glan-i járás  | SV                  | 1.493,67 km² | 58 742                  | 20                         | 4     | 9     |       |
| Spittal an der Drau-i járás     | SP                  | 2.763,99 km² | 81 719                  | 33                         | 3     | 9     |       |
| Villach                         | VI                  | 134,89 km²   | 57 492                  | 1                          | 1     | -     |       |
| Villachvidéki járás             | VL                  | 1.009,33 km² | 64 698                  | 19                         | -     | 9     |       |
| Völkermarkti járás              | VK                  | 907,49 km²   | 43 575                  | 13                         | 2     | 3     |       |
| Wolfsbergi járás                | WO                  | 973,79 km²   | 56 611                  | 9                          | 3     | 4     |       |

A lakosság száma, illetve a terület alapján Karintia tíz legnagyobb városa, illetve települése a következő:
| Város/Település     | Lakosok száma |
| ------------------- | ------------- |
| Klagenfurt          | 90 141        |
| Villach             | 57 492        |
| Wolfsberg           | 25 369        |
| Spittal an der Drau | 16 045        |
| Feldkirchen         | 14 030        |
| Sankt Veit          | 12 839        |
| Völkermarkt         | 11 373        |
| Sankt Andrä         | 10 719        |
| Velden              | 8545          |
| Finkenstein         | 8198          |

| Város/Település     | Körzet | Terület    |
| ------------------- | ------ | ---------- |
| Wolfsberg           | WO     | 278,31 km² |
| Malta               | SP     | 261,77 km² |
| Metnitz             | SV     | 223,14 km² |
| Krems               | SP     | 207,11 km² |
| Eisenkappel-Vellach | VK     | 198,84 km² |
| Heiligenblut        | SP     | 193,50 km² |
| Reißeck             | SP     | 139,83 km² |
| Völkermarkt         | VK     | 137,33 km² |
| Villach             | VI     | 134,89 km² |
| Hüttenberg          | SV     | 134,52 km² |

## Gazdaság
Az Európai Unióban Karintia vásárlóerő-egyenértéken számított egy főre jutó GDP-je 2007-ben az EU-27 átlagának 104,6%-a volt.

### Mezőgazdaság
2003-ban 11 200 mezőgazdasági üzem volt Karintiában és a mezőgazdaságban 45 247 munkahely volt. 1314 üzem 22 945 hektáron az InVeKoS által megkövetelt biogazdálkodást folytatott.

## Kulturális élet

## Híres emberek
- Karintiai Arnulf – karintiai őrgróf, keleti frank király, itáliai király, római császár
- Ingeborg Bachmann – költő, író
- Bernhard von Spanheim – Karintia hercege
- Karantániai szent Domicián – szent szlovén fejedelem
- Janko Ferk – költő, író
- V. Gergely pápa (Brun von Kärnten)
- Peter Handke – író
- Heinrich Harrer – hegymászó
- Franz Schneeweiß – festő, szobrász
- Giselbert Hoke – festő
- Udo Jürgens – zeneszerző, előadóművész
- Franz Klammer – alpesi síelő
- Josef Klaus – kancellár
- Dagmar Koller – musical- és operettsztár
- Johann Kresnik – táncos, koreográfus és színházigazgató
- Martin Kušej – színház- és operaigazgató
- Arthur Lemisch – politikus
- Switbert Lobisser – festő, fafaragó
- Janko Messner – író
- Josef Friedrich Perkonig – író
- Markus Pernhart – festő
- Wolfgang Petritsch – diplomata
- Antonia Rados – újságíró
- Otto Scrinzi – orvos, politikus
- Josef Stefan – fizikus
- Peter Turrini – író
- Viktor Weber von Webenau – tábornok
- Josef Winkler – író
- Jörg Haider – politikus, kancellár

## Tartományi ünnepek
- március 19.: Szent József ünnepnapja (hl. Josef, Festtag des Landespatrons), azonos Stájerország, Tirol és Vorarlberg védőszentjével

## Turizmus
Karintia igen kedvelt nyári turisztikai célpont. A legismertebb, legkedveltebb területei a nagy tavak, a Wörthersee, a Millstätter See, az Ossiacher See és a Weißensee, de az olyan kisebb tavak is népszerűek, mint a Faaker See, a Klopeiner See és a Pressegger See.
Nyáron a turizmus jelenti Karintia számára a legfontosabb gazdasági tényezőt. A kempinghelyek száma magasan az európai átlag felett van Karintiában, ez a gazdasági szektor termeli ki a vendégéjszakák 20%-át éves szinten. Ennek megfelelően nyáron a turizmus a vízpartok mellé koncentrálódik, de a hegyek és az alpesi tájak is igen kedvelt pihenőhelyek. A Nochberge Nemzeti Park és a Magas Tauern Nemzeti Park nem csak a természeti értékek védelmét szolgálják, de nyitottak is a nagyközönség számára.
Télen a turizmus többek között a Bad Kleinkirchheimben, Naßfelden, Innerkremsben és a Gerlitzenen lévő síközpontoknál koncentrálódik. Ezeket a központokat elsősorban az osztrák, német és olasz turisták látogatják.

A klagenfurti repülőtér kiépítésével Karintiának az utóbbi években sikerült a nemzetközi turizmus vérkeringésébe is bekapcsolódnia. A vendégéjszakák száma összesen kb. 13 millió éves szinten. Mivel az alkalmazottak mintegy 20%-a dolgozik a turizmusban, ezért erős szezonális ingadozások mutatható ki a munkanélküliségi ráta alakulásában.

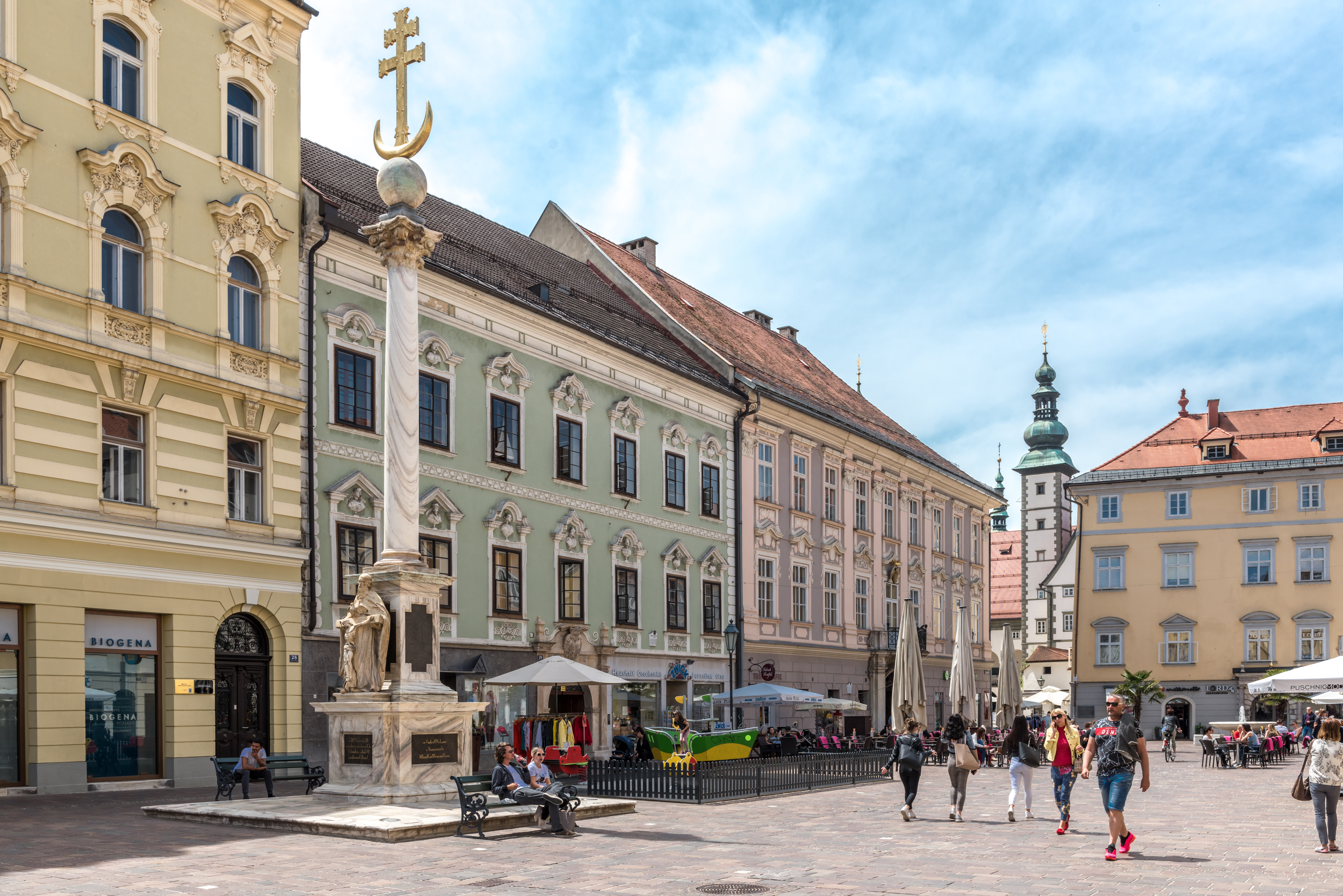
Klagenfurt am Wörthersee, a székhely
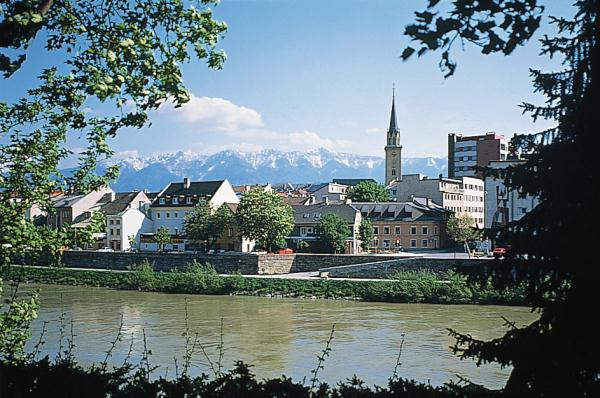
Villach óvárosa
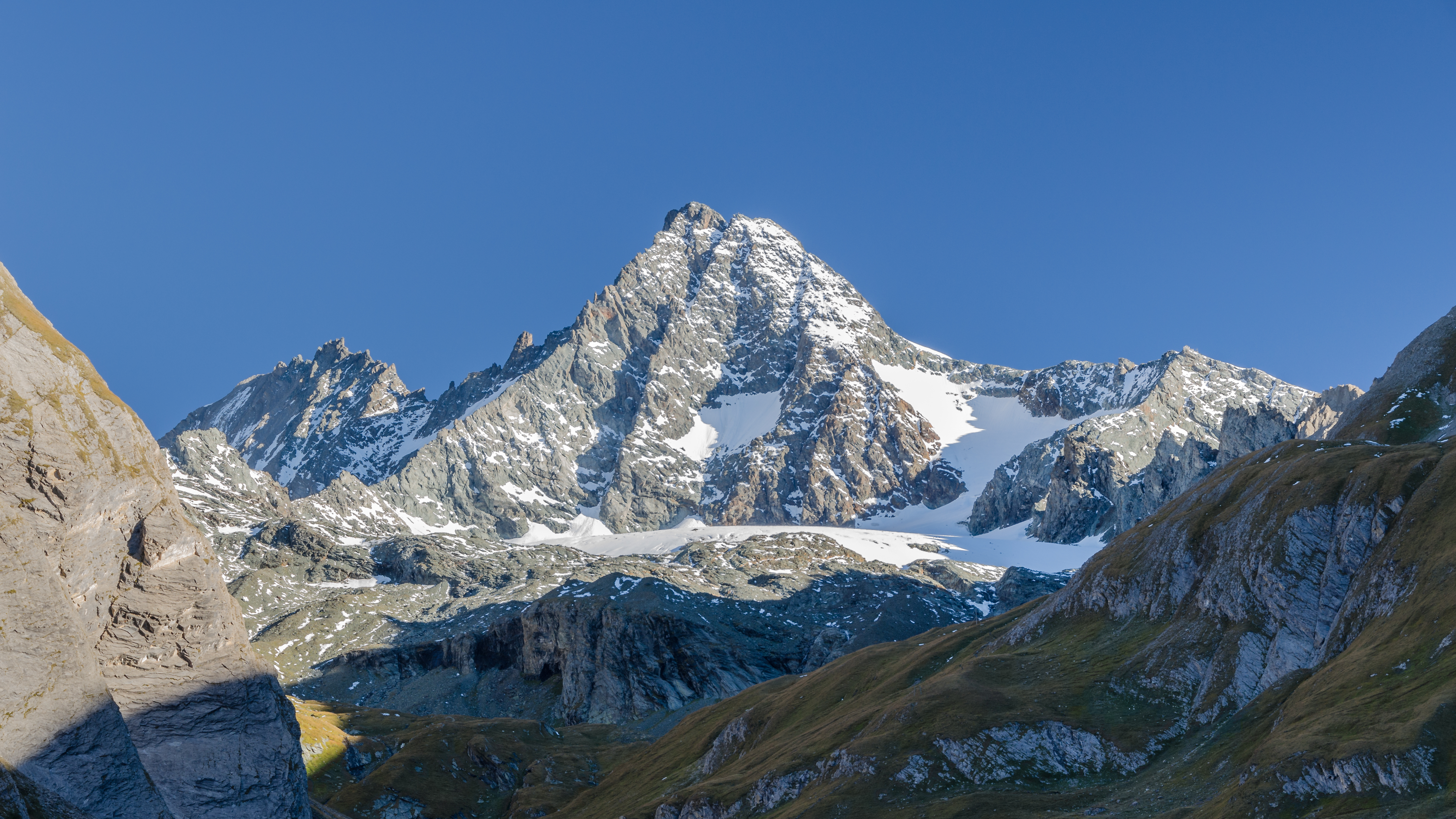
Großglockner, Ausztria legmagasabb pontja
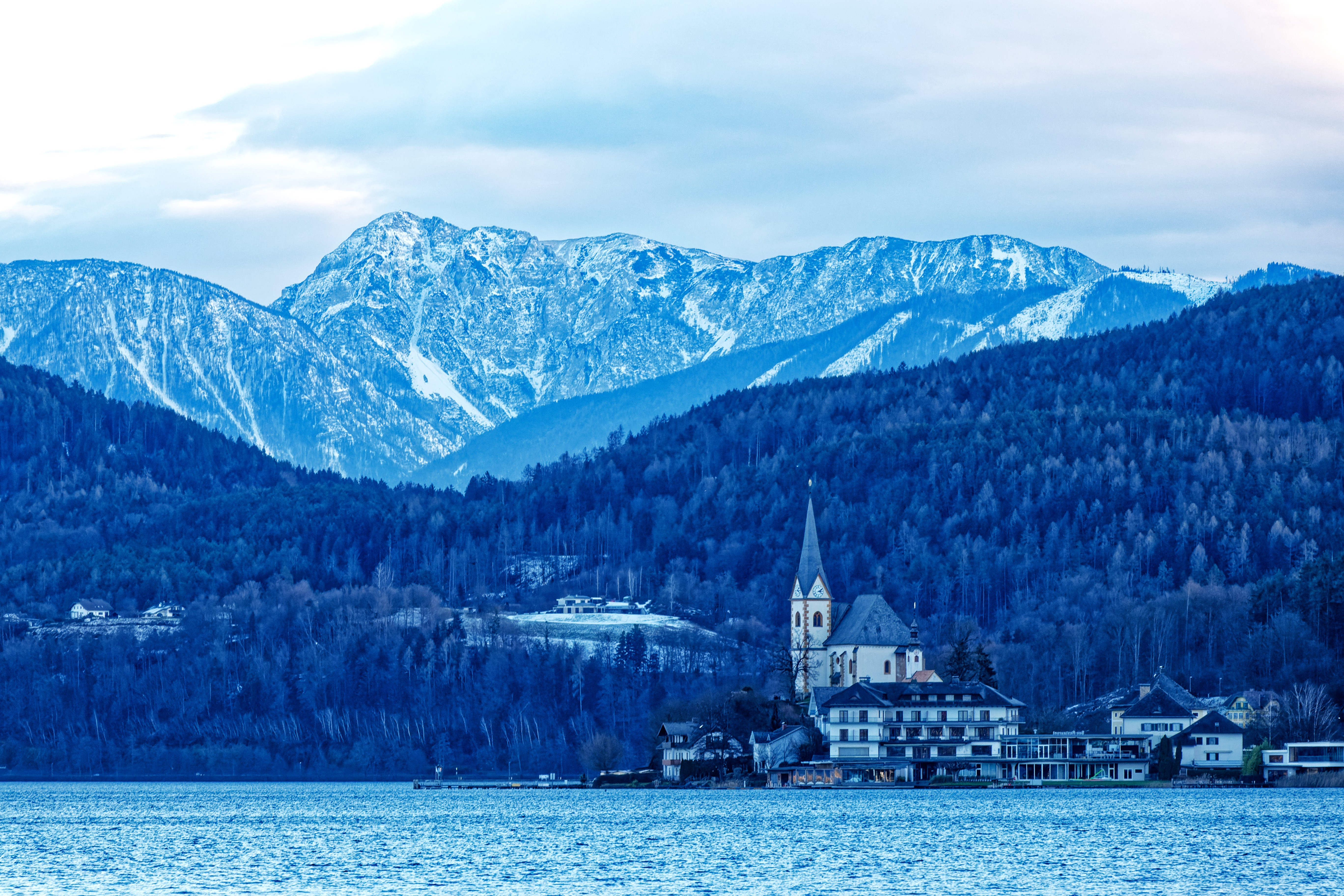
A Wörthi-tó, partján a Maria-Wörth plébániatemplommal
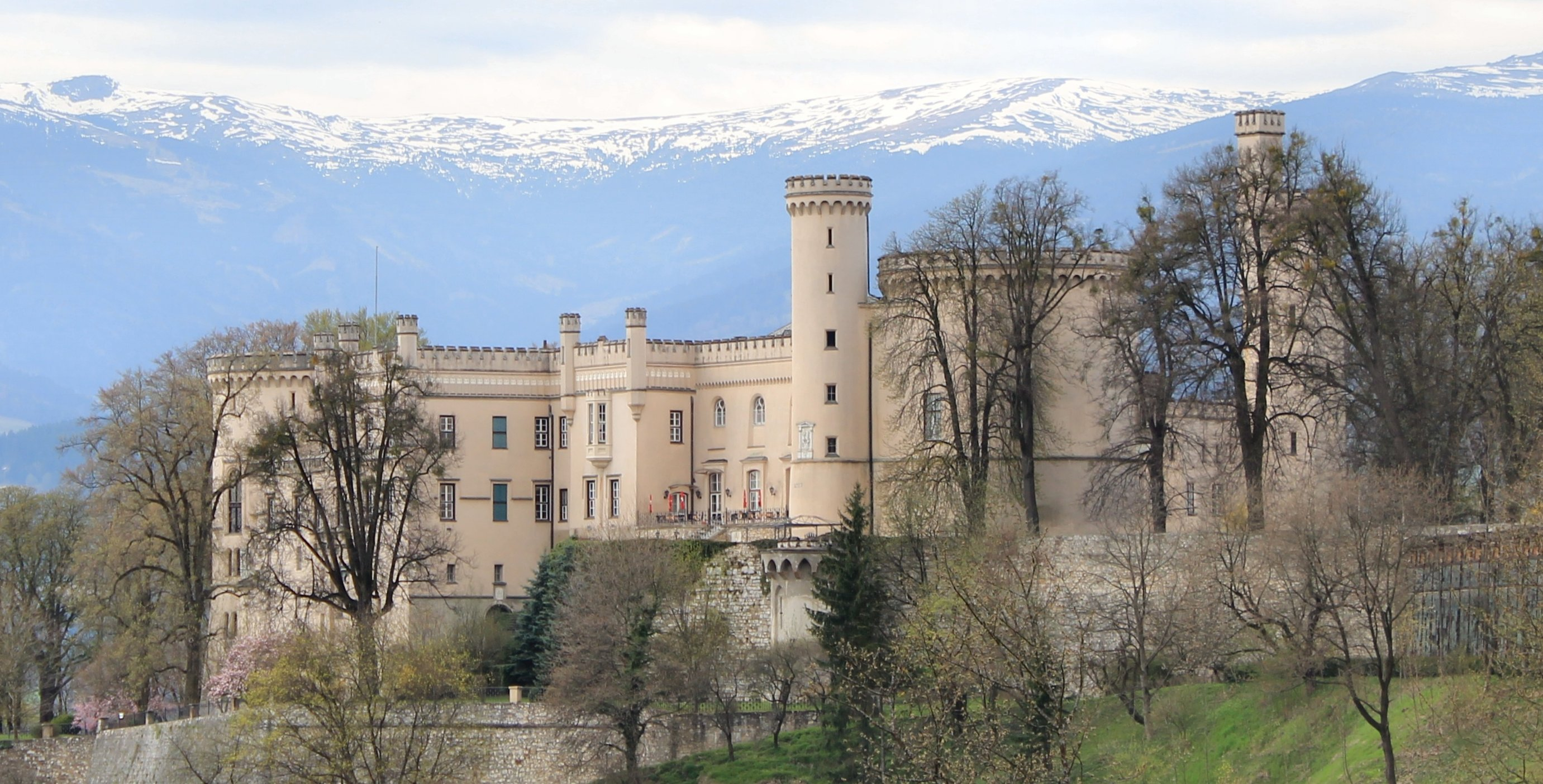
A wolfsbergi kastély